# Негован (дем Лъгадина)
Вижте пояснителната страница за други значения на Негован.
Негован (на гръцки: Ξυλόπολη, Ксилополи, катаревуса Ξυλόπολις, Ксилополис, до 1926 година Λιγκοβάνη, Ликовани) е село в Гърция, дем Лъгадина (Лангадас), област Централна Македония.

## География
Селото е разположено в западните поли на Богданската планина (Вертискос) на около 30 километра североизточно от Солун в прохода между Богданската планина и Карадаг (Мавровуни) на левия бряг на Стара река.

## История
Според местни легенди първоначално селото е било разположено в местността Градището и е било имение на българския болярин Костомир, пълководец на цар Калоян. Много по-късно, след нападения местните жители се разбягали и заселили в по други места, включително в Лахна. Една част от тях, към 40-50 семейства, се заселили на сегашното си място, сред брестова гора. Затова и турците го наричали „Караагач“ (Брестово). Впоследствие от Лахна се заселили около 250 български семейства. По покана на местните жители в северната част на селото се установили и 100 семейства турци.

### В Османската империя
Църквата „Свети Георги“ в селото датира от XVII век.
През XIX век Негован е едно от най-големите и развити села в Лъгадинската каза, населени предимно с българи. Традиционен поминък е земеделието и кираджилъкът (керванджийството). Местни жители са пренасяли стоки с камили и коне до Солун, Сяр, Демир Хисар, Мелник, Горна Джумая, но също и до Силистра, Измир и други места.
През учебната 1867/1868 година, учителят Иван Маджаров за първи път въвежда обучение на български език в местното училище, където дотогава се преподава на гръцки. За целта доставя от книжаря Андрей Анастасов български учебници. В 1873 година учител в Негован е Димитър Голев от Щип.
В „Етнография на вилаетите Адрианопол, Монастир и Салоника“, издадена в Константинопол в 1878 година и отразяваща статистиката на населението от 1873 година, Негован (Negovan) е показано като село с 230 домакинства и 130 жители мюсюлмани и 924 българи. В учебните 1881 – 1882 и 1882 – 1883 години Българската екзархия издържа учителя Димитър К. Изов в Негован.
През 1891 година през селото минава Васил Кънчов, който оставя интересни бележки за него:
| „ | С. Негован е разположено по левия бряг на Стара река; брои около 450 къщи с българско население, което се занимава главно с кираджилък. Негованчане са развити човеци. Те прекарват с коне стоки от Сяр до Солун и обратно. По-голямата част от селяните признават ведомството на Българската екзархия. Негованчане са водили отчаяна борба с гръцкото духовенство и много селяни са пострадали от тая борба. | “ |

През учебната 1893 - 1894 година в Негован функционира българско първоначално училище, в което се обучават ученици до трето отделение. През същата година четирима български учители в Македония и Одринско са родом от Негован.
Към 1900 година според известната статистика на Васил Кънчов („Македония. Етнография и статистика“) в Негованъ (Легованъ) живеят 2240 души, от които 1960 българи-християни и 280 турци.
В учебната 1895 – 1896 година революционерът Аргир Манасиев отваря в Негован българско училище в къщата на Иван Маджаров и организира революционен комитет, в който влиза „всичко българско, годно за борба“. В 1897 година, възползвайки се от Гръцко-турската война, българите получават половината от училищната сграда от гъркоманите.
В началото на века селото е разделено в конфесионално отношение. По данни на секретаря на Българската екзархия Димитър Мишев („La Macédoine et sa Population Chrétienne“) в 1905 година в Негован има 1544 жители българи екзархисти и 1072 българи патриаршисти гъркомани и в селото работи гръцко училище.
При избухването на Балканската война през 1912 година тридесет и трима души от Негован са доброволци в Македоно-одринското опълчение. По време на войната през октомври 1912 година селото е освободено от османско владичество от Седма рилска дивизия. В съобщение на негованския архиерейски наместник до Българската екзархия се казва, че където са влезли сръбски и гръцки войски, те веднага започват да прилагат всякакви мерки за денационализация на българите – терор, лишаване от правна защита, от основна сигурност за живот, чест и имот.

### В Гърция
През Междусъюзническата война от 1913 година Негован е опожарено и заето от гръцки военни части. След войната селото остава в пределите на Гърция. Голяма част от българското население се изселва в България, като се установява компактно предимно в град Петрич, където формират Негованската махала.
Боривое Милоевич пише в 1921 година („Южна Македония“), че Негован (Негован) има 200 къщи „славяни християни“.
Според преброяването от 1928 година Негован е смесено бежанско село с 27 бежански семейства с 91 души.
Мечислав Малецки отбелязва през 1933 година Негован като българско село в Богданско.

## Личности
Родени в Негован
- Ангел Попкостадинов, български просветен деец, учител в Горно Броди
- Ангел Бълев (1909 – 1967), български политик, деец на БКП
- Атанас Маджаров (1881 – 1935), български просветен деец, деец на ВМРО и общественик
- Божин Ангелов, македоно-одрински опълченец, Сборна партизанска рота на МОО[19]
- Велик Тодоров Личев (1900 – 1991), български търговец и  един от основателите на кооперация „Тютюнев монопол“ в град Петрич в средата на 30-те години на XX век[20]
- Георги Ангелов, македоно-одрински опълченец, 40-годишен, Солунски доброволчески отряд[21]
- Георги Н. Аврамов, македоно-одрински опълченец, 8 костурска дружина, Сборна партизанска рота на МОО[22]
- Георги Стоев Маджаров (? – 1870), български учител и свещеник
- Георги Маджаров (1870 – 1923), български просветен деец, директор на гимназията в Радомир
- Давид Проев (1884 – 1971), български просветен деец и революционер
- Дельо Ангелов, македоно-одрински опълченец, Сборна партизанска рота на МОО, убит на 21 юни 1913 година[21]
- Димитър Биков (1869 – ?), български просветен деец и революционер
- Илия Георгиев (1854 – 1930), български църковен деец, свещеник
- Йона Маджаров (Иван) (1849 – 1911), български църковен деец, архимандрит, архиерейски наместник в Солун
- Кимон Георгиев (1867 – 1907), български революционер
- Лазар Маджаров (1872 – 1907), български революционер, водач на Преображенското въстание
- Олга Маджарова (1887 – 1974), българска просветна деятелка
- Спас Дъмаков (1877/1878 – след 1943), български революционер
- Христо Ташев, доброволец в четата на Георги Бабаджанов през Сръбско-българската война в 1885 година[23]
- Щерю Попатанасов  (1884 – 1962), български просветен деец

Починали в Негован
- Кирил Андреев Гъдев, български военен деец, подпоручик, загинал през Междусъюзническа война[24]